# 122mm houfnice vzor 1938 (M-30)
122mm houfnice vzor 1938 (M-30) byla sovětská houfnice zkonstruovaná roku 1938, její sériová produkce začala v roce 1939. V letech 1940 – 1960 byly vyrobeno přes 19 tisíc kusů této zbraně, která byla používaná jak za druhé světové války, tak i v konfliktech druhé poloviny 20. století. Houfnicí bylo též vyzbrojeno samohybné dělo SU-122.
Houfnici vzor 1938 měl ve výzbroji 1. československý armádní sbor v SSSR, po válce i československá armáda až do roku 1990.

## Technické údaje
- Výroba: 1939-1955
- Počet kusů: 19266
- Varianty: M-30S, Type 54 (Čína)
- Obsluha: 8 mužů
- Hmotnost zbraně: 2450 kg
- Hmotnost zbraně v přepravním stavu: 3100 kg
- Délka: 5,9 m
- Šířka: 1,98 m
- Výška: 1,82 m
- Ráže: 121,92 mm
- Náměr: od -3° do 63,5°
- Hmotnost střely: 13,3 – 21,8 kg
- Rychlost střelby: 5-6 výstřelů na minutu
- Maximální dostřel: 11,8 km